# Manno Kalliomäki
Manno Mikael Kalliomäki, född 30 augusti 1948 i Åbo, död där 25 juli 2005, var en finländsk grafiker.
Kalliomäki studerade vid Åbo konstförenings ritskola 1969–1973 och ställde ut första gången 1969. På 1970-talet utförde han en rad satiriska och humoristiska grafiska arbeten och från mitten av 1980-talet framträdde han med svartvita fotografier och fotografiska installationer. Han undervisade vid Åbo konstförenings ritskola och var engagerad i Titanikgalleriets verksamhet i Åbo.